# Pina Varriale
Pina Varriale (Napoli, 15 marzo 1957) è una scrittrice italiana.

## Biografia
Coltiva la passione per la scrittura dall’età di sei anni componendo delle piccole storie fantastiche. Crescendo ha continuato a scrivere, arrivando a pubblicare per vari quotidiani tra cui il Napolisera, La Voce, il Notiziario, Lievito, Arte più Arte e tanti altri; ha anche collaborato con alcune emittenti radiofoniche e televisive, curando servizi di arte, cultura e attualità. È anche autrice di testi portati in scena in un laboratorio artistico e teatrale da lei ideato, ma anche di numerose traduzioni e di altrettante mostre di cui ha esposto le sue opere artistiche.
Nella sua vita, ha fatto moltissimi lavori: insegnante, giornalista, presentatrice per la radio e per la televisione, pittrice, traduttrice...
Ma la sua vera passione è scrivere. Con Ragazzi di camorra, il suo primo libro pubblicato dal Battello a Vapore, ha vinto moltissimi premi tra cui il Bancarellino 2008 e il Premio Paolo Ungari Unicef 2007.

### Ragazzi di Camorra
Nel 2007 pubblica per Piemme, nella collana Il Battello a Vapore, il romanzo Ragazzi di camorra, che porterà l'autrice nelle scuole d'Italia a raccontare i sogni e le speranze degli adolescenti. Per l'opera vincerà nel 2008 il Premio Cento, il Premio Bancarellino, il Premio Ungari-Unicef, il Premio Unesco, il Premio Legambiente e il Premio Sanguinetto.
Protagonista del libro è Antonio, dodicenne che va a vivere a Scampia, quartiere degradato di Napoli, dove, attraverso il cognato, Bruno, sarà portato sulla strada della criminalità. In seguito, Antonio conoscerà Arturo, un insegnante che ha lo scopo di portare la pace e la legalità nel quartiere, salvando gli aspiranti camorristi.

### I Crazy Dreamers
A fine 2007, la Varriale fonda il gruppo Crazy Dreamers (pazzi sognatori), di cui ne fanno parte, oltre alla stessa Pina Varriale, autori affermati ed emergenti, tra cui l'illustratrice e scrittrice Serena Montesarchio, la giallista Diana Lama, Marco Marengo, Emanuele Cerullo, Alfonso Mormile e tanti altri. In seguito ne è nato un sito, e il gruppo è diventato un'Associazione Culturale.

### Gli album musicali
Nel 2014 pubblica l'album musicale Nero di luna, scrivendone i testi. I brani sono musicati ed interpretati dal gruppo l'Inganno. Nel 2016 esce  l'album musicale Cuore di clown musicato da Vincenzo Caruso e interpretato da Francesca Zurzolo. Nel 2018 le sue canzoni vengono inserite nello spettacolo teatrale Ignazio e Maria della drammaturga Nara Mansur con la regia di Carmine Borrino, nell'ambito della manifestazione Napoli Teatro Festival 2018
Da gennaio 2019 l'album musicale Cuore di clown, è distribuito da Radici Music Records.
A settembre 2020 l'album musicale Sirene a Cadaquès,musicato da Vincenzo Caruso e interpretato da Annalisa Madonna è distribuito da Dodicilune.

## Saggistica
- Salvador Dalí, alchimie di un genio (2018), scritto con Serena Montesarchio, Ciesse Edizioni
- Frida Kahlo, l'amore che brucia (2020), scritto con Serena Montesarchio, Ciesse Edizioni
- Salvador Dalí,la alquimia de un genio (2020), scritto con Serena Montesarchio, traduttore Jorge Ledezma, Babelcube Inc/ Ciesse Edizioni
- Amabili streghe, arte e magie di Leonora Carrington e Remedios Varo (2021), scritto con Serena Montesarchio, AliRibelli Edizioni
- Leonor Fini, il coraggio di restare differenti (2022), scritto con Serena Montesarchio, Ciesse Edizioni
- Il caso Giuditta Guastamacchia (2023), Ciesse Edizioni
- La Cercatrice del Meraviglioso, vita e opere di Dorothea Tanning, l'ultima surrealista (2024), scritto con Serena Montesarchio, AliRibelli Edizioni
- Sulle ali della notte,la caccia alle streghe dal XIV secolo a oggi (2025), scritto con Serena Montesarchio, AliRibelli Edizioni
- Il confine invisibile, il culto dei morti nel cimitero delle Fontanelle (2025), AlterNapoli anno I numero 0, AliRibelli Edizioni

## Romanzi e racconti
- Il viaggio di Elsa (1992), Il Boschetto
- La banda dei cherubini (2003), Arnoldo Mondadori Editore
- Non ditelo a Cialì (2004), Arnoldo Mondadori Editore
- L'uomo blu - Vedi Napoli e poi scrivi (2005), Kairos
- Leo punto e a capo (2006), Arnoldo Mondadori Editore
- Quando la luna divenne saracena (2006), Arnoldo Mondadori Editore
- Stazione Centrale (2006), Homo Scrivens
- Il vicino (2006), Scheletri.com
- La caccia - Stregonesque (2006), Magnetica edizioni
- Il capolavoro - Napoliorror (2006), Magnetica edizioni
- Al solito posto (2006), Orecchio Acerbo
- Schegge di buio (2007), Magnetica edizioni
- Ragazzi di camorra (2007), Piemme
- Nephthys Vol.1 (2007), Magnetica edizioni - scritto con Lorenzo Nicotra
- Il ragazzo serpente (2007), F.lli Ferraro
- I bambini invisibili (2008), Piemme
- Tutti tranne uno (2009), Piemme
- Zero e lode (2010), Piemme
- Il segreto del quarto dono (2011), Nuove Edizioni Romane
- L'ombra del drago (2011), Einaudi
- Schegge di buio (2011), Kindle Ed
- Lo specchio e l'ombra (2012), Smashwords
- Mai con la luna piena (2012), Nuove Edizioni Romane
- Lello il bullo (2013), Arnoldo Mondadori Editore
- La banda dei cherubini (2013), Jonathan Edizioni
- Djemtë e Kamorës (2013), Besa
- Todos menos uno (2014), Cantaro Editorial Macmillan
- Curso Z Cero Felicitado (2014), Cantaro Editorial Macmillan
- Ragazze cattive (2015), Piemme
- Presagi di morte (2015), Infilaindiana Edizioni
- Anima e Sangue (2015), Imprimatur
- Yusuf è mio fratello (2015), Arnoldo Mondadori Editore
- Il cuore buio (2016), Cento Autori Edizioni
- La contessa assassina (2017), Cento Autori Edizioni
- Gli occhi di Eternity (2018),  Ciesse Edizioni
- L'infiltrato (2018), Cento Autori Edizioni
- Misteri in soffitta (2019), Ciesse Edizioni
- Il segreto del quarto dono (2019), Giunti Editore
- Ricordati di me (2019), Ciesse Edizioni
- Secrets in the attic (2020), Babelcube Inc.
- Non ditelo a Cialì (2020), audiolibro Audible letto da Elisabetta Zani
- Il sole a strisce (2021), Giunti Editore
- Tutti tranne uno (2021), audiolibro Audible letto da Elisabetta Zani
- Il tempo di un respiro (2023), AliRibelli edizioni
- Ragazzi di camorra (2024), Rizzoli Editore
- Al solito posto (2024),  Zhejiang Education Press-Hangzhou
- Bella Imbriana (2025),  racconto in AA.VV. Avernus, Ligeia Press

| Controllo di autorità | VIAF (EN) 14235013 · ISNI (EN) 0000 0000 4013 4151 · SBN UBOV839204 · LCCN (EN) n2008004847 · GND (DE) 1140463500 |

| Controllo di autorità | VIAF (EN) 14235013 · ISNI (EN) 0000 0000 4013 4151 · SBN UBOV839204 · LCCN (EN) n2008004847 · GND (DE) 1140463500 |